# ديغو دي سيلفا روزا
ديغو دي سيلفا روزا (24 يناير 1985 بفوز دو إيغواسو في البرازيل - ) هو لاعب كرة قدم برازيلي في مركز الوسط. لعب مع نادي فلامنغو ونادي فيتوريا ونادي كروزيرو ونادي غريميو بارويري وNacional Esporte Clube Ltda ‏ وIpatinga Futebol Clube ‏.

## وصلات خارجية
- ديغو دي سيلفا روزا على موقع قاعدة بيانات كرة القدم.إي يو (الإنجليزية)
- ديغو دي سيلفا روزا على موقع Soccerway.com (الإنجليزية)